# Маунтен-Лодж (Нью-Йорк)
Маунтен-Лодж (англ. Mountain Lodge Park) — переписна місцевість (CDP) в США, в окрузі Орандж штату Нью-Йорк. Населення — 1910 осіб (2020).

## Географія
Маунтен-Лодж розташований за координатами 41°23′11″ пн. ш. 74°8′20″ зх. д. / 41.38639° пн. ш. 74.13889° зх. д. (41.386326, -74.138791).  За даними Бюро перепису населення США в 2010 році переписна місцевість мала площу 3,07 км², з яких 3,07 км² — суходіл та 0,00 км² — водойми.

## Демографія
Згідно з переписом 2010 року, у переписній місцевості мешкало 1588 осіб у 604 домогосподарствах у складі 415 родин. Густота населення становила 517 осіб/км².  Було 863 помешкання (281/км²).
Расовий склад населення:
| - 83,7 % — білих - 5,0 % — чорних або афроамериканців - 2,6 % — корінних американців - 0,9 % — азіатів - 3,5 % — осіб інших рас |

До двох чи більше рас належало 4,2 %. Частка іспаномовних становила 18,1 % від усіх жителів.
За віковим діапазоном населення розподілялося таким чином: 24,2 % — особи молодші 18 років, 69,6 % — особи у віці 18—64 років, 6,2 % — особи у віці 65 років та старші. Медіана віку мешканця становила 38,7 року. На 100 осіб жіночої статі у переписній місцевості припадало 100,3 чоловіків;  на 100 жінок у віці від 18 років та старших — 99,5 чоловіків також старших 18 років.
Середній дохід на одне домашнє господарство  становив 93 627 доларів США (медіана — 86 902), а середній дохід на одну сім'ю — 113 616 доларів (медіана — 92 372). Медіана доходів становила 68 255 доларів для чоловіків та 55 408 доларів для жінок. За межею бідності перебувало 1,1 % осіб, у тому числі 0,0 % дітей у віці до 18 років та 0,0 % осіб у віці 65 років та старших.
Цивільне працевлаштоване населення становило 1050 осіб. Основні галузі зайнятості: науковці, спеціалісти, менеджери — 29,5 %, освіта, охорона здоров'я та соціальна допомога — 26,4 %, транспорт — 12,7 %, роздрібна торгівля — 10,3 %.